# Meiringen
Meiringen é uma comuna e uma cidade da Suíça, no cantão de Berna, com cerca de 4 740 habitantes.

## Atrações turísticas

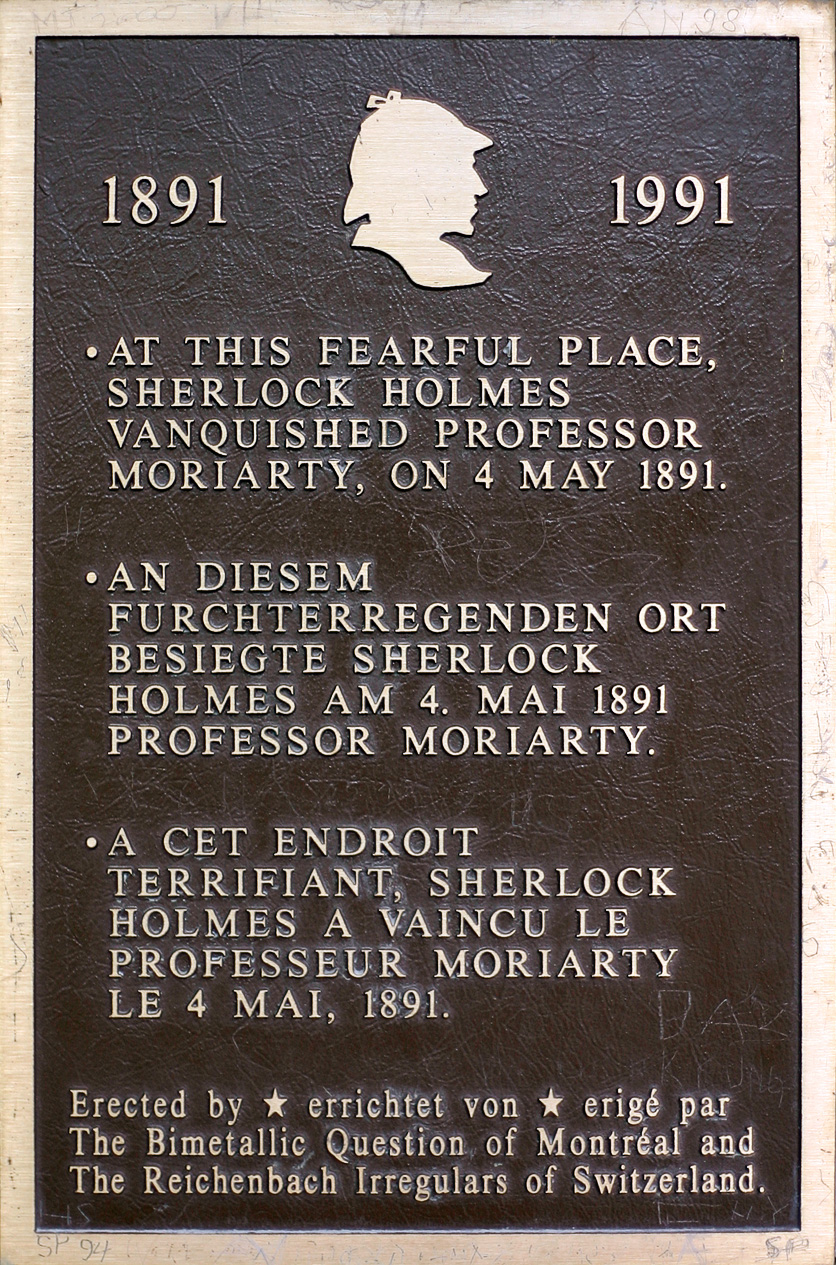
Placa comemorativa de Sherlock Holmes em Meiringen

Meiringen é conhecida pelo cânion Aareschlucht, assim como pelas Cataratas de Reichenbach.
Principalmente a chamada alta catarata de Reichenbach é famosa pelo fato de a catarata ser palco central das cenas finais da história The Adventure of the Final Problem, onde a personagem fictícia Sherlock Holmes luta contra o vilão Professor Moriarty, caindo nas Cataratas de Reichenbach e decidindo fingir a morte.
Sir Arthur Conan Doyle, criador de Sherlock Holmes, passou férias em Meiringen diversas vezes. Uma das atrações da cidade é o Museu Sherlock Holmes, na praça Conan Doyle.